# Jan Ossoliński (wicewojewoda łódzki)
Jan Wincenty Ossoliński herbu Topór – (ur. 26 października 1886 w Bochni, zm. 1977) – doktor nauk prawnych, urzędnik państwowy, wicewojewoda łódzki (1926).

## Życiorys
W 1904 ukończył gimnazjum w Bochni. Następnie w 1909 ukończył studia prawnicze na Uniwersytecie Jagiellońskim. W 1911 uzyskał stopień doktora. Początkowo pracował w latach 1911–1914 jako koncepista Namiestnictwa we Lwowie, a w od 1914 jako koncepista Namiestnictwa w Linz. Następnie służył w wojsku, w którym pełnił funkcję okręgowego komisarza wojskowego w Lubartowie. W latach 1919–1921 pracował jako radca w Ministerstwie Aprowizacji, a następnie przeniósł się do Ministerstwa Spraw Wewnętrznych. W 1924 uczestniczył w rokowaniach handlowych z Niemcami jako delegat MSW. W MSW osiągnął stanowisko naczelnika Wydziału Ochrony Granic oraz współorganizował Korpus Ochrony Pogranicza. Od 1 marca 1926 do listopada 1926 pełnił funkcję wicewojewody łódzkiego, a po przewrocie majowym i internowaniu wojewody Ludwika Darowskiego pełnił obowiązki wojewody łódzkiego do czasu przyznania tej funkcji Władysław Jaszczołtowi. W latach 1927–1930 był naczelnikiem wydziału BGK.
Był członkiem Polskiego Stronnictwa Ludowego „Piast”.

### Życie prywatne
Był synem buchaltera i wiceburmistrza Bochni Adolara Ossolińskiego (1858–1921) i Idy z hrabiów Durfort Lasko (ur. 1861) o korzeniach francusko-włoskich. Miał trzy siostry: Jadwigę, Helenę, Marię i brata Jerzego Antoniego.
Został pochowany na cmentarzu Powązkowskim w Warszawie (kw. 73, rząd: miejsce: 14).